# 守夜號
《守夜號》（英語：Vigil）是一部英國犯罪迷你影集，由湯姆·艾吉開創並由英國世界製作公司製作。2021年8月29日在BBC One首播。2021年8月30日起MyVideo同步跟播。主要演員有蘇蘭·瓊斯、蘿絲·萊斯莉、肖恩·伊萬斯、馬汀·康普斯頓及派特森·約瑟夫。本劇的故事地點設定為蘇格蘭海上一艘虛構的核潛艇上。
第二季于 2023 年 12 月 10 日首播。它将第一季的海上背景替换为以陆地为基础的剧情，聚焦于原型无人机技术。蘇蘭·瓊斯、蘿絲·萊斯莉和加里·刘易斯继续出演，多格雷·斯科特和蕾梦娜·葛瑞加入主演阵容。
2025 年 2 月，该剧获得第三季续订。

## 劇情
第一季
蘇格蘭警察局的總督察艾米·席爾瓦（蘇蘭·瓊斯飾）獲派前往前卫级核潜艇―HMS守夜號上調查一宗死亡事件，该事件发生在一艘苏格兰渔船神秘失踪后不久。她的調查導致警方、皇家海軍以及英國安全局軍情五處發生衝突。
剧中渔船 Mhairi Finnea 的失踪与 1990 年皇家海军核动力潜艇 HMS Trenchant 在克莱德湾击沉 FV Antares 事件有相似之处。Antares 船员的家属对 Mhairi Finnea 沉没的场景表示不满；然而，BBC 否认该剧是受某一具体真实事件启发或基于其改编。
第二季
当英国皇家空军的一款原型战斗无人机在苏格兰的一次联合演习中被入侵并导致数名士兵死亡时，艾米·席爾瓦（蘇蘭·瓊斯飾）的团队被指派查找肇事者。她前往位于波斯湾的有争议盟友——伍迪安王国的联合 Al-Shawka 空军基地，发现了一场更广泛的阴谋，这场阴谋与与英国政府现政权及私营企业在无人机开发上的合作密切相关。

## 演員表
| 角色                       | 演员                |
| -------------------------- | ------------------- |
| DCI Amy Silva              | 苏兰·琼斯           |
| DC/DI Kirsten Longacre     | 罗丝·莱斯利         |
| CPO Elliot Glover          | 肖恩·伊万斯         |
| Lt Commander Mark Prentice | 亚当·詹姆斯         |
| Ben Oakley                 | 卡尔·麦肯林锡       |
| Lt. Simon Hadlow           | 康纳·斯温德尔       |
| CPO Craig Burke            | 马丁·康普斯顿       |
| Adams                      | 汤姆·吉尔           |
| Poppy                      | 奥拉·拉塞尔         |
| Iain                       | 吉姆·斯图格恩       |
| Tara Kierly                | 露易丝·奇米巴       |
| Matthew Doward             | 洛娜·麦克法迪       |
| CPO Gary Walsh             | 丹尼尔·波特曼       |
| Cdr. Neil Newsome          | 佩特逊·约瑟夫       |
| Lt. Tiffany Docherty       | 安佳丽·莫辛德拉     |
| RAdm. Shaw                 | 斯蒂芬·迪兰         |
| DSU Colin Robertson        | 加里·刘易斯         |
| Jade Antoniak              | 劳伦·莱尔           |
| Lt. Cdr. Erin Branning     | 洛丽塔·查卡巴蒂     |
| Heather Cronin             | 波比·瑞恩斯伯里     |
| Anderton                   | 克里斯蒂安·奥尔特加 |
| Jay Kohli                  | 帕斯·萨克勒         |
| Hennessy                   | 李丹                |
| Patrick Cruden             | 斯特芬·马克尔       |
| Mark Hill                  | 奥利弗·兰斯利       |
| Laura Michaels             | 泰蕾兹·布拉德利     |
| Bretton                    | 托伦·弗格森         |
| Wilson                     | 莱恩·哥顿           |

## 製作
在 2021 年的一次采访中，编剧 Tom Edge 受开发制片人 George Aza-Selinger 邀请，开发一部关于潜艇的电视项目。该剧灵感来源于英国的持续海上威慑（CASD）及其潜艇船员的生活。该剧主要在苏格兰拍摄和取景。制作设计师 Tom Sayer 打造了精致的摄影棚布景，以展现潜艇内部环境。
2022 年 3 月，《Vigil》获得第二季续订，第二季于 2023 年 12 月 10 日首播。第二季的拍摄于 2023 年春季在苏格兰多个地点进行，包括格拉斯哥、科特布里奇、马瑟韦尔、坎伯诺尔德、卢斯、拉纳克、布兰泰尔和北艾尔郡。另外，剧组在摩洛哥的卡萨布兰卡和拉巴特拍摄场景，以表现虚构国家伍迪安.
2025 年 2 月，Vigil 获得续订，制作第三季。

## 集數
| 剧集   | 集数 | 集数 | 播出时间            | 播出时间            | 英国平均观众人数 （百万） |
| 剧集   | 集数 | 集数 | 第一集播出          | 最后一集播出        | 英国平均观众人数 （百万） |
| ------ | ---- | ---- | ------------------- | ------------------- | ------------------------- |
| 第一季 | 6    | 6    | 2021 年 8 月 29 日  | 2021 年 9 月 26 日  | 9.64                      |
| 第二季 | 6    | 6    | 2023 年 12 月 10 日 | 2023 年 12 月 19 日 | 5.50                      |

## 相关
- 前卫级核潜艇

## 外部連結
- 互联网电影数据库（IMDb）上《Vigil》的资料（英文）